# 北荻島
北荻島（きたおぎしま）は、埼玉県羽生市の大字。郵便番号348-0015。本項では同地域にかつて存在した北埼玉郡北荻島村（きたおぎしまむら）についても記す。

## 地理
羽生市東部に位置する。西で大沼、南で中手子林、北で喜右エ門新田、東で加須市戸川に接する。埼玉県道84号羽生栗橋線が縦断し、東北自動車道との交点に羽生インターチェンジが設置されている。羽生インターの東側に中手子林の飛地が存在する。鉄道や国道は通過していない。

## 歴史

### 地名の由来
安藤堀と天神堀に挟まれた島状の土地に荻が生い茂っていたことから。

### 沿革
- 幕末時点では埼玉郡荻島村であった。知行は旗本土井氏・高木氏・山高氏・保々氏・松井氏・小出氏の相給。
- 1868年（慶応4年）6月19日 - 武蔵知県事・山田政則（忍藩士）の管轄となる。
- 1869年（明治2年）
  - 1月10日 - 山田政則知県事が宮原忠英に交代。
  - 1月13日 - 武蔵知県事・宮原忠英の管轄区域に大宮県を設置。県庁は東京府馬喰町に置かれる。
  - 9月29日 - 県庁が浦和に置かれ浦和県に改称。
- 1871年（明治4年）11月13日 - 第1次府県統合により、埼玉県の管轄となる。
- 1879年（明治12年）3月17日 - 郡区町村編制法の埼玉県での施行により、北埼玉郡の所属となる。それにともない、南埼玉郡域に同名の村があることから北荻島村に改称。
- 1889年（明治22年）4月1日 - 町村制の施行により、北埼玉郡北荻島村が単独で自治体を形成。中手子林村と中島組合村を結成し、組合役場を中手子林村に設置。
- 1901年（明治34年）10月25日 - 中島組合村を解消し、2村の区域をもって中島村が発足。同日北荻島村廃止。中島村の大字北荻島となる。
- 1943年（昭和18年）2月1日 - 中島村が手子林村に編入。手子林村の大字となる。
- 1954年（昭和29年）9月1日 - 手子林村が羽生町・新郷村・須影村・岩瀬村・川俣村・井泉村と合併して羽生市が発足。羽生市の大字となる。

## 世帯数と人口
2017年（平成29年）9月30日現在の世帯数と人口は以下の通りである。
| 大字   | 世帯数  | 人口  |
| ------ | ------- | ----- |
| 北荻島 | 102世帯 | 241人 |

## 小・中学校の学区
市立小・中学校に通う場合、学区は以下の通りとなる。
| 番地 | 小学校               | 中学校           |
| ---- | -------------------- | ---------------- |
| 全域 | 羽生市立手子林小学校 | 羽生市立東中学校 |

## 交通

### バス
あい・あいバス
- ムジナもん号 手子林・三田ヶ谷ルート
  - 市役所 - 羽生駅東口 - 北袋集会所 - 南羽生駅 - 神戸東 - 手子林公民館前 - 北荻島 - 三田ヶ谷2区 - 前原 - 北袋 - 羽生駅東口 - 市役所（土休日運休）

### 道路
- 東北自動車道 - 羽生インターチェンジが設置されている。
- 埼玉県道84号羽生栗橋線

## 施設
- 金久保保育園
- 高速道路交通警察隊